# Peter Kimani Ndung’u
Peter Kimani Ndung’u (ur. 11 listopada 1966 w Githunguri) – kenijski duchowny rzymskokatolicki, biskup diecezjalny Embu od 2024.

## Życiorys

### Prezbiterat
Święcenia kapłańskie otrzymał 22 lipca 1995, po ich przyjęciu został inkardynowany do archidiecezji Nairobi. W latach 1995–1999 był asystentem parafii w Kiambu, zaś od 1999 do 2001 proboszczem parafii w Kamwangi.
Od 2001 do chwili obecnej pełnił urząd Kapelana Krajowego Służby Więziennej Kenii. Ukończył studia z informatyki w 2002 oraz ze wsparcia psychologicznego w resocjalizacji więźniów w 2003. W 2015 poszerzył swoje kompetencje ze wsparcia psychologicznego w resocjalizacji  więźniów w Instytucie Narodów Zjednoczonych ds. Zapobiegania Przestępczości i Traktowania Przestępców dla Azji i Dalekiego Wschodu (UNAFEI). Od 2008  do momentu nominacji był przedstawicielem Międzynarodowego Katolickiego Duszpasterstwa Więziennego na Afrykę.

### Episkopat
15 sierpnia 2024 papież Franciszek prekonizował go ordynariuszem diecezji Embu. Sakry udzielił mu 16 listopada 2024 nuncjusz apostolski w Kenii – arcybiskup Hubertus van Megen.